# DeSoto Adventurer

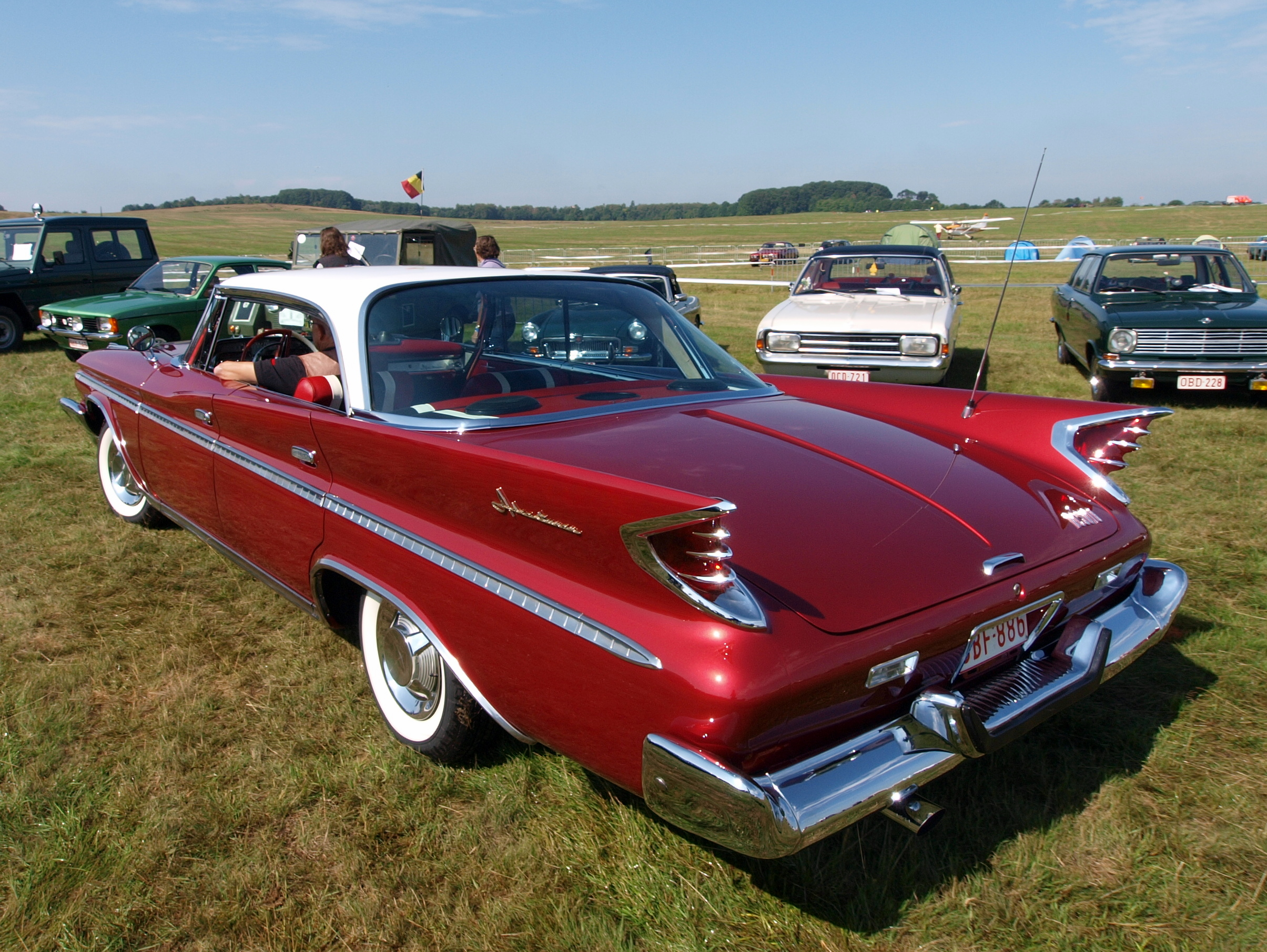
Ein DeSoto Adventurer von 1960

Der DeSoto Adventurer ist ein Pkw, der von Chrysler unter der Automarke DeSoto in den Jahren 1956 bis 1960 hergestellt wurde. In dieser Zeit war der Adventurer das Spitzenmodell der Marke. 1956 wurde er nur als Hardtop-Coupé angeboten, 1957 kam ein Cabriolet dazu, 1960 ein viertüriges Hardtop-Modell und eine Limousine.

## 1956
Im Modelljahr 1956 war der Adventurer eine Unterserie des Spitzenmodells Fireflite und wurde nur in geringer Stückzahl ausschließlich in Dreifarbenlackierung weiß/schwarz/gold angeboten. Der erste Adventurer hatte einen Hochleistungs-V8-Motor, doppelte Auspuffrohre und beste Ausstattung. Zur serienmäßigen Ausstattung gehörten zwei Außenspiegel, goldfarbene Radkappen, Radio, elektrische Uhr, gepolstertes Armaturenbrett, Scheibenwaschanlage und verstärktes Fahrwerk. Insgesamt entstanden im ersten Produktionsjahr 996 Stück.

## 1957
1957 bekam der Adventurer Chryslers „Forward Look Design“, wie andere Modelle der Marke. Zusätzlich zum Hardtop-Coupé wurde ein Cabriolet angeboten und die einzige Farbkombination war immer noch weiß/schwarz/gold. Der Wagen wurde im Dezember 1956 vorgestellt und besonders der Herausgeber der Mechanix Illustrated, Tom McCahill, rühmte DeSoto, die bestgestylten Autos des Chrysler-Konzerns für 1957 herzustellen.
Wie auch schon das 1956er-Modell hatte der Adventurer von 1957 Chryslers Hochleistungs-V8-Motor, der nun 65 cm3 mehr Hubraum hatte und 345 bhp (254 kW) leistete. So hatte der mit zwei Doppel-Registervergasern ausgestattete Motor 1 bhp pro cu.in. (= 1 bhp pro 16,08 cm3). In diesem Jahr wurden 1950 Einheiten gefertigt.

## 1958
Das 1958er-Modell war eine Überarbeitung des 1957 vorgestellten neuen Stylings. Neben den jährlichen Ausstattungsänderungen erhielt der Wagen einen neuen Kühlergrill mit Netzeinsatz. Die neuen Wagen wurden auf der Chicago Auto Show im Januar 1958 vorgestellt. DeSoto bot Einspritzvergaser (von Bendix) an. Die Autos ohne Einspritzanlage hatten weiterhin doppelte Zweifach-Registervergaser. Das verkürzte Modelljahr ließ zusammen mit der Rezession 1958 die Verkaufszahlen auf 432 Einheiten fallen, 62 % weniger als 1957. Doch bei DeSoto befanden sich die Verkaufszahlen insgesamt im freien Fall und alle Serien der Modellpalette verfehlten ihre Verkaufsziele deutlich.

## 1959
Die für 1959 neu gestyliten DeSotos sahen den teureren Chrysler immer ähnlicher. Auch in diesem Modelljahr gab es nur die eine Dreifarbenlackierung für den Adventurer und er war wiederum der bestausgestattete DeSoto. Auch wurde er immer noch vom V8-Motor mit 6161 cm3 befeuert, der 350 bhp (257 kW) bei einer Drehzahl von 5000/min entwickelte. 687 Stück wurden 1959 hergestellt, mehr als 1958, aber bei Weitem nicht deutlich genug, um die 40 % weniger Verkäufe der anderen DeSoto-Modelle ausgleichen zu können.

## 1960
Im letzten Produktionsjahr gab es kein Cabriolet mehr, dafür aber eine 4-türige Hardtop-Limousine. Anstatt eines limitierten Sondermodells der Spitzenserie war der Adventurer nun ebendiese Spitzenserie der nur noch aus zwei Modellreihen bestehenden DeSoto-Palette. Das Ram-Air-System (Erhöhung des Ansaugdrucks durch den Fahrtwind; dadurch (geringe) Leistungssteigerung) wurde für die Modelle mit Doppel-Registervergaser wieder eingeführt. 1960 war auch das einzige Jahr, in dem der Adventurer in anderen Farben als der traditionellen Dreifarbenkombination verfügbar war. Von der ganzen Baureihe wurden in diesem besten Jahr 11.597 Exemplare hergestellt.
Gleichzeitig aber kamen Gerüchte auf, dass Chrysler die Marke einstellen wollte, und so kauften die Interessenten Autos anderer Marken. Auch die Ähnlichkeit der DeSoto-Modelle mit den Chrysler-Modellen schadete der Marke, da diese die Kunden zu Chrysler trieb, wo sie den fast gleich aussehenden Windsor bekamen, bei dem sie nicht fürchten mussten, bald mit einem Auto einer nicht mehr hergestellten Marke dazustehen.
Im letzten Jahr von DeSoto, 1961, wurde nur noch eine Modellreihe mit zwei Aufbauarten angeboten. Chrysler gab die Schließung von DeSoto im November 1960 bekannt; die Fertigung wurde gerade so lang aufrechterhalten, bis die schon vorgefertigten DeSoto-Schriftzüge verbaut waren.

## Quelle
- John Gunnell (Hrsg.): The Standard Catalog of American Cars 1946–1975. Kraus Publications, 1987, ISBN 0-87341-096-3 (englisch).